# الدوحه (فلسطین)
الدوحه (به لاتین: Al-Dawha) یک شهرک در دولت فلسطین است که در استان بیت‌لحم واقع شده‌است. الدوحه ۹٬۷۵۳ نفر جمعیت دارد.